# Hemvärnsmusiken

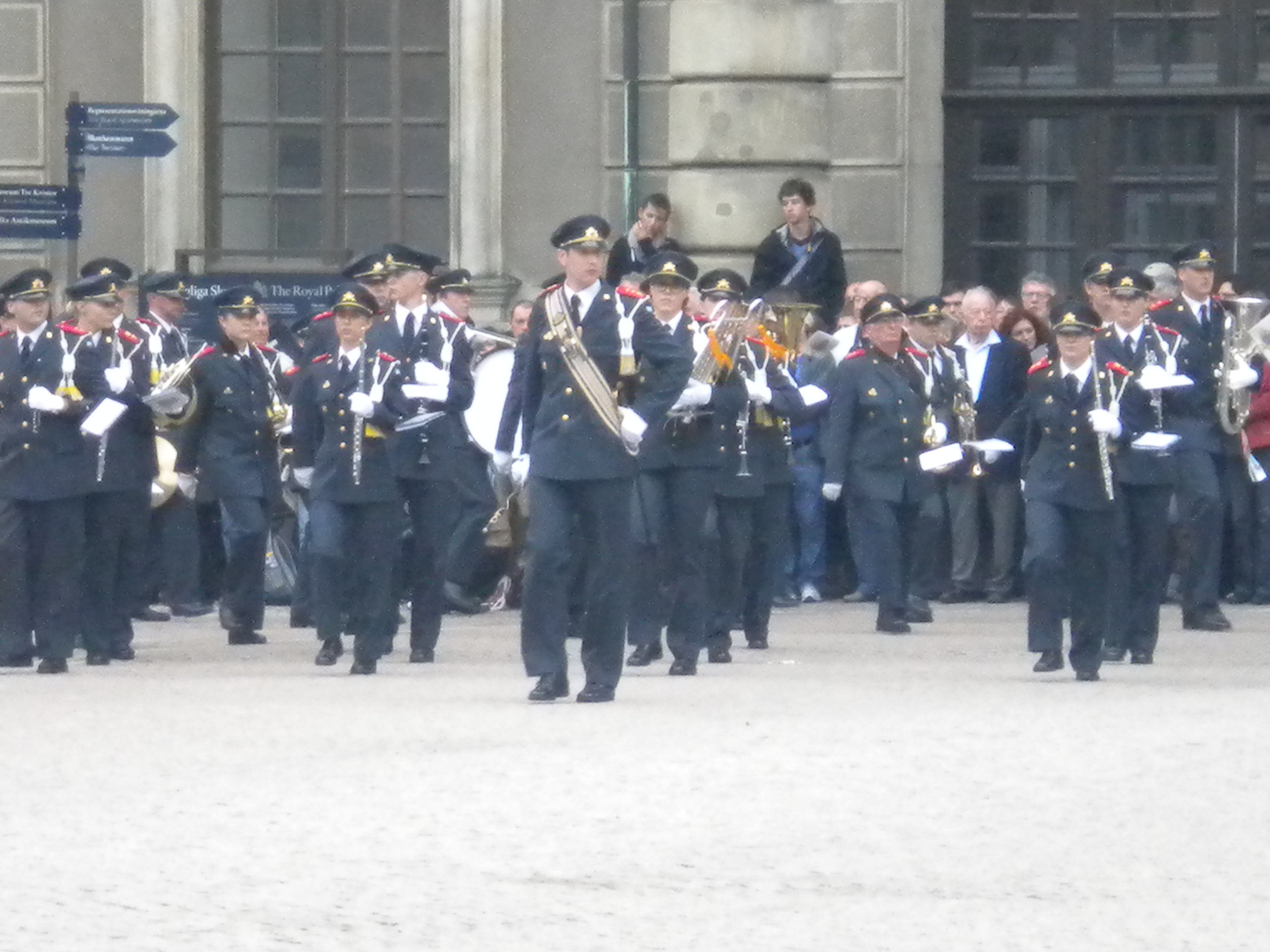
Hemvärnets musikkår Umeå i samband med högvakt den 15 augusti 2011

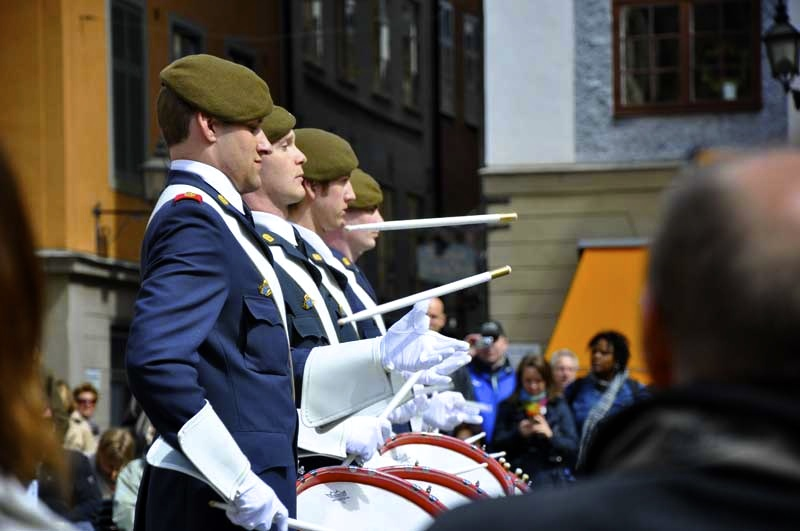
Slagverkare ur Hemvärnets musikkår Eslöv

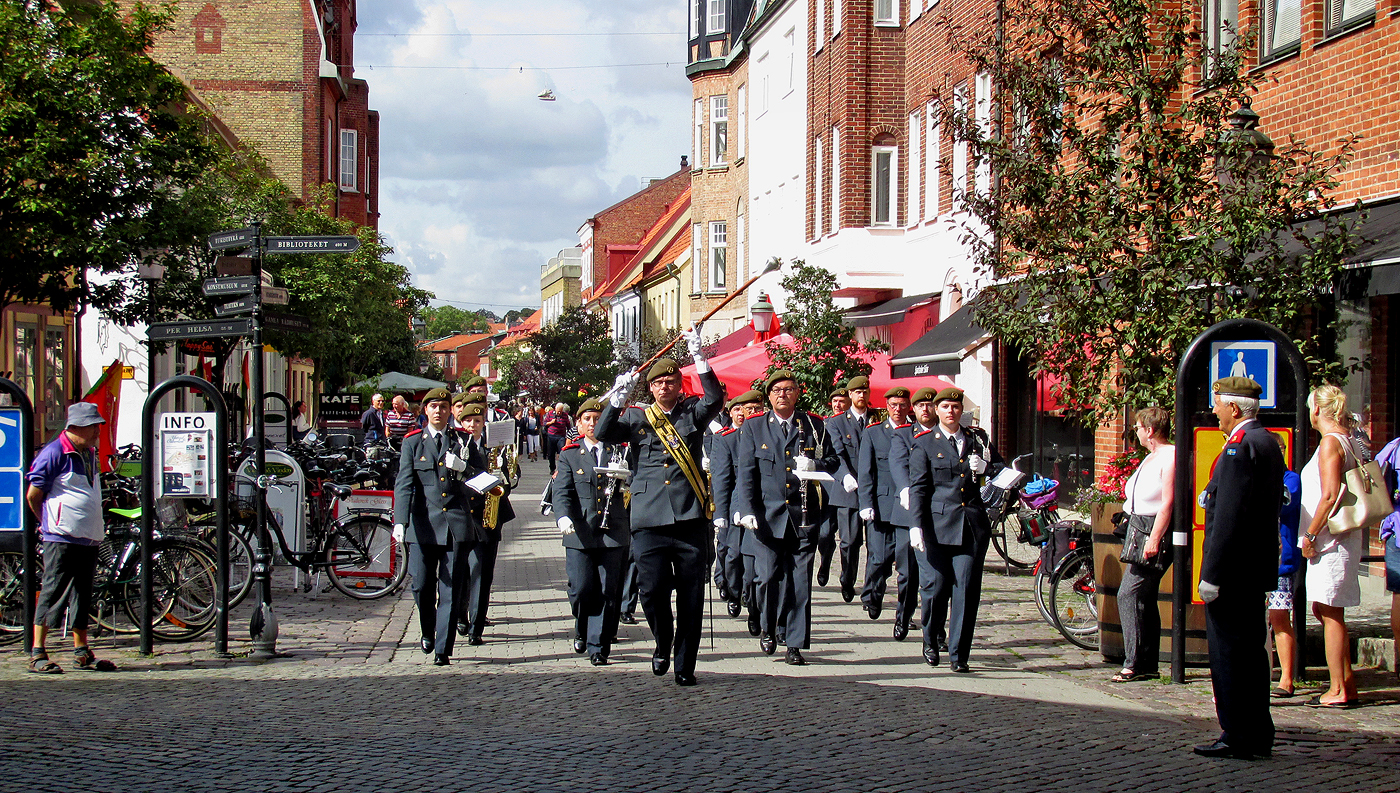
Hemvärnets musikkår Ystad marscherar på St. Östergatan 29 aug 2015.

Hemvärnsmusiken (HvMus) är en avdelning inom det svenska Hemvärnet bestående av 25 aktiva hemvärnsmusikkårer och utför 600-700 spelningar årligen - varav dessa cirka 20 högvakter - och består av strax över 1000 aktiva musiker.

## Historia
Hemvärnet bildades 1940 och redan i slutet av året bildades den första hemvärnsmusikkåren i Leksand. Antalet kårer växte efterhand och åtminstone ett 15-tal verkade under beredskapsåren. Någon formell status som hemvärnsmusikkår fanns inte, ofta var det kanske en civil musikkår som kläddes upp i hemvärnsuniform. 1943 genomförde Hemvärnets Musikkår Stockholm, som första hemvärnsmusikkår, högvakten.
1945 gjordes de första försöken att organisera musikkårerna inom hemvärnet och 1947 fastställdes bestämmelser angående bland annat kårernas bildande och uniformering i hemvärnskungörelsen. Först 1974 beslöt man att bilda en central instans för att ta vara på kårernas intressen, Hemvärnets centrala musiknämnd (CMN). Reglementen för musikkårernas uppträdande i olika sammanhang föreslogs, liksom kårernas storlek och stämbesättningar. Uniform m/87 är nu hemvärnets musikdräkt.
Hemvärnsmusikens emblem fastställdes 1986 och bärs av alla hemvärnsmusiker som facktecken över uniformens högra bröstficka. Det återfinns även på notställsprydnader och trumpetfanor. Emblemet består av Hemvärnets vapen framför två snedställda lyror i guld.

### Idag
Hemvärnet har idag 25 musikkårer spridda över hela Sverige. De deltagande musikerna kan antingen vara krigsplacerade i kåren eller delta i verksamheten som extra hemvärnspersonal. För att uppfylla sitt hemvärnsavtal måste varje musiker medverka vid minst tre pliktspelningar och ett antal repetitioner varje år. En pliktspelning är en spelning som i god tid planeras av Försvarsmakten eller Hemvärnet, till exempel militära ceremonier, vaktparader med mera.
Vissa hemvärnskårer har även en civil skepnad med annat namn och annan uniform parallellt med sin militära funktion.

## Hemvärnets centrala musikråd
Hemvärnets centrala musikråd (CMR) är ett permanent utskott till rikshemvärnsrådet och fungerar som ett kontaktorgan mellan rikshemvärnschefen och hemvärnsmusikkårerna.
CMR består av sex ledamöter som väljs av en hemvärnsmusikstämma, samt en ledamot som utses av rikshemvärnschefen.

## Hemvärnets musikkårer

### Benämning
En hemvärnsmusikkår benämns Hemvärnets musikkår (versalt H och gement m enligt försvarsmaktens skrivregler) följt av ort eller område där musikkåren är verksam (ort/område med inledande versal enligt försvarsmaktens skrivregler).
På engelska: [Ort/Område] Home Guard Band, Sweden alternativt The Home Guard Band of [Ort/Område], Sweden.
På tyska: Heimwehrmusikkorps [Ort/Område].
På franska: Musique de la Garde Nationale du [Ort/Område].

### Övergripande mål
Hemvärnsmusikkår har att utföra tjänstemusik vid hemvärnets och övriga Försvarsmaktens verksamheter, högtider och ceremonier samt officiella statsceremonier.

#### Musikaliska mål
Hemvärnsmusikens musikaliska mål är
- att inom ramen för hel musikkår utveckla och popularisera blåsorkestern,
- att föra vidare den svenska militärmusiktraditionen,
- att som komplement till framträdande med hel musikkår utföra musik på mindre besättningar.

#### Kvalitetsmål
Hemvärnsmusikens kvalitetsmål är
- att hemvärnsmusikkårerna skall hålla en hög kvalitet såväl vad gäller musikaliskt framträdande som uppträdande i sluten formering,
- att hemvärnsmusikkårerna med god kvalitet skall kunna genomföra fastställd tjänstemusik.

Kvalitetsmålet uppnås genom krav på sakkunnig ledning, förstklassig och uniform utrustning samt genom kontinuerlig kontroll och uppföljning.

### Uniform
Musikkårerna vid Hemvärnsmusiken bär musikuniform m/87 för respektive truppslag, eller fältuniform 90 vid vissa tillfällen. Dock bär samtliga hemvärnsmusiker med arméns uniformer kragspeglar för hemvärnet, ej respektive förbands kragspegel. Förbandstecknen på axelklaffarna är traditionsförbandets och även utbildningsgruppens förbandstecken. Detta regleras av Försvarsmaktens uniformsbestämmelser 2015. Det som är utmärkande för hemvärnsmusiker är de röda axelklaffshylsorna tillsammans med axelprydnaden m/54.
Variationer mellan kårerna förekommer. Vissa har valt att bära hemvärnets bruna basker istället för skärmmössa. Andra bär vita damasker och ibland vitt paradskärp utöver det, vilket då kallas truppmusikuniform m/87.

#### Röd axelklaffshylsa
Före 2009 bar kårerna på röd axelklaffshylsa ett gradsystem för frivilliga musiker, då kallat särskilt tjänsteställningstecken och nivåtecken. Musikkårschef bar då en lyra med en hel krans runtom. Erfarna musiker, då kallade 1.musiker, bar lyra med halv krans runtom. Övriga bar endast en lyra utöver förbandstecknet. Musiker med officers tjänsteställning kunde även ha en 11,6 mm guldfärgad galon tvärs över axelklaffshylsan.
Sedan 2009 bär kårerna vanliga svenska gradbeteckningar för respektive truppslag på röd axelklaffshylsa. Gradbeteckningarna är endast tillförordnande där man behåller graden under perioden man innehar en viss befattning. Notbibliotekarie och materielförvaltare tillförordnas graden sergeant, efter 4 års väl meriterad tjänstgöring översergeant och efter ytterligare 4års väl meriterad tjänstgöring Fanjunkare. Stämledare kan tillförordnas graden sergeant. Kårchef, stf. kårchef, dirigent och hemvärnstrumslagare tillförordnas officersgrader baserat på utbildningar och erfarenhet. Musiker som före reformen 2009 innehade grad fanjunkare eller sergeant befordrades till 1:e sergeant i samband med reformen.

## Aktiva musikkårer
- Hemvärnets musikkår Blekinge
- Hemvärnets musikkår Bohusdal,
- Hemvärnets musikkår Dalarna
- Hemvärnets musikkår Borås
- Hemvärnets musikkår Eksjö
- Hemvärnets Musikkår Eslöv,
- Hemvärnets Musikkår Guldsmedshyttan, civilt
- Hemvärnets musikkår Gävleborg,
- Hemvärnets musikkår Göteborg,
- Hemvärnets musikkår Halland
- Hemvärnets musikkår Jämtland
- Hemvärnets musikkår Jönköping-Huskvarna
- Hemvärnets musikkår Kalmar län
- Hemvärnets musikkår Kristianstad
- Hemvärnets Musikkår Lund
- Hemvärnets Musikkår Lycksele, f.d. Hemvärnets musikkår Västerbotten
- Hemvärnets musikkår Norrbotten
- Hemvärnets musikkår Skaraborg
- Hemvärnets Musikkår Stockholm,
- Hemvärnets Musikkår Umeå, f.d. Hemvärnets musikkår Vännäs
- Hemvärnets Musikkår Uppsala
- Hemvärnets Musikkår Västmanland,
- Hemvärnets Musikkår Ystad
- Hemvärnets Musikkår Ängelholm
- Hemvärnets Musikkår Östergötland, f.d. Hemvärnets musikkår Norrköping

## Avvecklade musikkårer
- Hemvärnets musikkår Alingsås (??-2007)
- Hemvärnets musikkår Helsingborg (1943 - 2015[7])
- Hemvärnets musikkår Ludvika (1981-2009), idag civilt Ludvika musikkår
- Hemvärnets musikkår Malmö (??-??)
- Hemvärnets musikkår Norrköping (1945-1997), idag  Hemvärnets Musikkår Östergötland
- Hemvärnets musikkår Nyköping (1982-??)
- Hemvärnets musikkår Stockholm (2002-??), idag Karlbergs FBU-musikkår
- Hemvärnets musikkår Södertälje (1976-2009)
- Hemvärnets musikkår Sörmland (2005-2009), f.d. Hemvärnets musikkår Nyköping, idag Flygvapenfrivilligas musikkår samt civilt Sörmlands musikkår
- Hemvärnets musikkår Vännäs (1992-2004), idag Hemvärnets Musikkår Umeå
- Hemvärnets musikkår Värmland (1976-2009)
- Hemvärnets musikkår Västerbotten (1991-1998), sammanslagning av Hemvärnets musikkår Vännäs och Hemvärnets Musikkår Lycksele.
- Hemvärnets musikkår Älmhult (??-2009)
- Hemvärnets musikkår Örnsköldsvik (1975-2007), idag civilt Örnsköldsviks musikkår